# Fabolous
Fabolous, настоящие имя и фамилия — Джон Дэвид Джексон (англ. John David Jackson; род. 18 ноября 1977 года в Бруклине, Нью-Йорк, США) — американский рэпер и хип-хоп-музыкант.

## Биография
Fabolous родился 18 ноября 1977 года в семье доминиканского и афроамериканского происхождения. Карьера Джексона началась, когда он учился в старшей школе. Ему удалось попасть на радиошоу американского продюсера и музыкального исполнителя DJ Clue, а затем на Hot 97. Впоследствии Джексон подписал контракт с лейблом DJ Clue Desert Storm, а затем с Elektra Records. Первый релиз Fabolous, Ghetto Fabolous (2001), благодаря хит-синглам «Can not Deny It» и «Young'n (Holla Back)» прославил Джексона. Его второй релиз, Street Dreams 2003 году, был поддержан двумя синглами попавшими в Топ-10, «Can not Let You Go» и «Into You».
В январе и марте 2003 года Fabolous был арестован за то, что в его машине было обнаружено оружие без лицензии. Телохранитель Джексона позже доказал, что владеет этим оружием. Утром 17 октября 2006 года в Манхэттене после выхода из ресторана Justin's, принадлежащего Шону «Дидди» Комбсу, Fabolous был ранен в правую ногу и доставлен в местную больницу, из которой был выпущен через восемь дней.
В 2004 году после ухода из Elektra Джексон подписал контракт с Atlantic Records, где выпустил Real Talk, свой первый и единственный альбом с этим лейблом. В 2006 году Джексон был освобождён от контракта с Atlantic и официально подписал контракт с Def Jam Recordings. Также в 2006 году Джексон основал собственный лейбл Street Family Records. В 2007 году он выпустил From Nothin' to Somethin' на лейбле Def Jam. В 2009 году Fabolous продолжил выпуск своего пятого альбома «Loso's Way». На протяжении многих лет Джексон выпустил несколько микстейпов, в том числе несколько частей своих знаменитых циклов «There Is No Competition» и The S.O.U.L. Tape. В 2014 году Fabolous выпустил свой шестой альбом The Young OG Project.

## Личная жизнь
В интервью журналу XXL Fabolous рассказал, что был в долгосрочных отношениях со стилистом Эмили Бустаманте (с 2002 года), недавно появившейся в VH1 Love & Hip Hop. У него и его подруги 16 феврале 2008 года родился сын по имени Йохан Джексон. 2 июня 2015 года у пара родился второй сын Джонас Джексон. 10 октября 2020 у пары родился третий ребенок, дочь Джорни Изабелла Джексон.

## Дискография
Ниже приведён список студийных альбомов Джексона.
- 2001 — Ghetto Fabolous
- 2003 — Street Dreams
- 2004 — Real Talk
- 2007 — From Nothin' to Somethin'
- 2009 — Loso's Way
- 2014 — The Young OG Project
- 2016 — Summertime Shootout, Vol. 2
- 2017 — Friday on Elm Street (совместно с Jadakiss)
- 2019 — Summertime Shootout 3: Coldest Summer Ever

## Фильмография
| Год  | Название                | Роль   | Примечания           |
| ---- | ----------------------- | ------ | -------------------- |
| 2006 | Scary Movie 4           | Gunman | Камео                |
| 2009 | Loso's Way: The Movie   | Loso   | Главная роль / автор |
| 2012 | Loso's Way 2: The Movie | Loso   | Главная роль / автор |

| Год  | Название                         | Роль        | Примечания         |
| ---- | -------------------------------- | ----------- | ------------------ |
| 2005 | The Apprentice                   | Самого себя | Сезон 3, эпизод 1  |
| 2007 | Wild 'N Out                      | Самого себя | Сезон 4, эпизод 5  |
| 2011 | The Game                         | Самого себя | Сезон 4, эпизод 8  |
| 2015 | Wild 'N Out                      | Самого себя | Сезон 7, эпизод 1  |
| 2017 | The Untitled Action Bronson Show | Самого себя | Сезон 1, эпизод 27 |

## Награды и номинации
| American Music Awards - 2007 — Favorite Rap/Hip Hop Male Artist (номинация) ASCAP Rhythm and Soul Music Awards - 2008 — Top Rap Song, "Make Me Better" Grammy Awards - 2010 — Best Rap Performance by a Duo or a Group, "Money Goes, Honey Stays" with Jay-Z (номинация) - 2005 — Best Rap/Sung Collaboration, "Dip It Low" with Christina Milian (номинация) Teen Choice Awards - 2007 — Best Choice: Rap Artist (номинация) - 2003 — Choice Rap Track, "Can't Let You Go" with Lil Mo and Mike Shorey (номинация) - 2003 — Choice R&B/Hip Hop Track, "4Ever" with Lil Mo (номинация) | BET Awards - 2010 — Best Male Hip Hop Artist (номинация) - 2010 — Best Collaboration, "Say Aah" with Trey Songz (номинация) - 2010 — Best Viewer's Choice, "Say Aah" with Trey Songz (номинация) BET Hip Hop Awards - 2014 — Best Mixtape, The Soul Tape 3 (номинация) - 2009 — Viewer's Choice, "Throw It in the Bag" with The-Dream - 2007 — Best Hip Hop Collabo, "Make Me Better" with Ne-Yo (номинация) The Source Awards - 2003 — Best Rap/R&B Collabo, "Can't Let You Go" with Lil Mo and Mike Shorey (номинация) - 2003 — Trendsetter of the Year (номинация) |